# Валтер Самуел
Валтер Адријан Самуел (шп. Walter Adrián Samuel, по рођењу Валтер Адријан Лухан, шп. Walter Adrián Luján; Лаборде, 23. март 1978) је бивши аргентински фудбалер који је у каријери наступао за аргентинске клубове Њуелс олд бојс и Боку јуниорс, италијанске Рому и Интер, шпански Реал Мадрид те швајцарски Базел у којем је и завршио играчку каријеру.

## Клупска каријера

### Њуелс олд бојс
Самуел је професионално почео да се бави фудбалом 1995 у Аргентини, играјући за млади тим Њуелс олд бојса. Годину дана касније, у јануару 1996, прелази у први тим Њуелс олд бојса и тамо остаје до јануара 1997. Тада прелази у Боку јуниорс.

### Бока јуниорс
Овде проводи две и по сезоне. За то време бележи 75 наступа на којима даје 4 гола. У јулу 2000. Рома га купује за 20 милиона евра.

### Рома
У Роми се задржао целе 4 сезоне. Врхунац његове каријере је био овде. Одскочна даска за прелазак у веће клубове. У првој сезони забележио је 31 утакмицу и један гол у Серији А и 7 утакмица и 3 гола у Купу уефа. Друга сезона му је била још успешнија. 30 утакмица уз 5 голова у Серији А и 12 наступа у Лиги шампиона. Трећа сезона представља контиунитет у квалитету игре овог играча. 31 утакмица и 2 гола у Серији А, 10 утакмица у Лиги шампиона. Последња сезона Самуела у Роми је подједнако добра као и претходне. 30 утакмица, један гол у Серији А и 8 наступа у Купу уефа. На крају, у јулу 2004. године Рома га продаје Реал Мадриду за 25 милиона евра.

### Реал Мадрид
Реал Мадриду није био довољно добар. Одиграо је сезону као и у Роми, 30 мечева и 2 гола у Примери, 8 утакмица у Лиги шампиона. У јулу 2005, Реал Мадрид га враћа у Серију А и за 16 милиона евра продаје Интеру из Милана.

### Интер
Самуел у Интеру наставља са добрим играма и постаје стуб Интерове одбране. У првој сезони, бележи сјајних 27 утакмица и 2 гола у Серији А и 9 утакмица у Лиги шампиона. У наредној сезони бележи мали пад игре. Одиграо је само 18 утакмица и дао 3 гола у Серији А и забележио тек 3 наступа у Лиги шампиона. Наредна сезона 2007/08 је још лошија за њега због повреде која му се десила крајем првог дела сезоне и та повреда га је удаљила са терена до краја те сезоне и почетка наредне. Те сезоне је забележио тек 12 наступа у Серији А и 5 утакмица уз свој први гол у Лиги шампиона. У сезони 2008/09 се опоравља од повреде и полако враћа на терен. Бележи 17 утакмица и један гол у Серији А и једну утакмицу у Лиги шампиона. Следеће сезоне, враћа се на стари пут успешности. У Серији А бележи 28 утакмица и 3 гола, док у Лиги шампиона 2009/10. игра 13 мечева и даје један гол. За Интер наступа до лета 2014. године, када након девет успешних сезона прелази у Базел.

## Репрезентација
Самуел је дебитовао за Аргентину 1999. године и укупно је одиграо 57 утакмица и постигао 5 голова. Наступао је за Аргентину на светском првенству 2002. године. Након неколико сезона изостанка из репрезентације, поново се враћа пред светско првенство 2010. године.

## Трофеји
Бока јуниорс
- Прва лига Аргентине (2) : 1998. (Апертура), 1999. (Клаусура)
- Копа либертадорес (1) : 2000.

Рома
- Серија А (1) : 2000/01.
- Суперкуп Италије (1) : 2001.

Интер
- Серија А (5) : 2005/06 (за "зеленим столом"), 2006/07, 2007/08, 2008/09, 2009/10.
- Куп Италије (3) : 2005/06, 2009/10, 2010/11.
- Суперкуп Италије (4) : 2005, 2006, 2008, 2010.
- Лига шампиона (1) : 2009/10.
- Светско клупско првенство (1) : 2010.
- УЕФА суперкуп : финале 2010.

Базел
- Суперлига Швајцарске (2) : 2014/15, 2015/16.